# Škvorec
Škvorec è un comune mercato della Repubblica Ceca facente parte del distretto di Praha-východ, in Boemia Centrale.